# Teen Choice Awards 2004
La 6ª edizione dei Teen Choice Awards si è tenuta l'8 agosto 2004 nel Gibson Amphitheatre di Los Angeles, California.
La serata è stata condotta da Paris Hilton e Nicole Richie.

## Esibizioni
- Blink 182 – "Down"
- JoJo – "Leave (Get Out)"
- Lenny Kravitz – "Where Are We Runnin'?"
- Ashlee Simpson – "Pieces of Me"

## Presentatori
Di seguito la lista delle personalità che hanno effettuato le premiazioni:
- Jessica Alba
- Tyra Banks
- Mischa Barton
- Seth Green
- Anne Hathaway
- Tony Hawk
- Sean Hayes
- Jon Heder
- J-Kwon
- Janet Jackson
- Jesse G. James
- Kristin Kreuk
- James Lafferty
- Leatherface
- Matthew Lillard
- Jesse McCartney
- Christina Milian
- Brittany Murphy
- Chad Michael Murray
- Kelly Osbourne
- Sharon Osbourne
- Chris Pratt
- Raven
- Redman
- Dax Shepard
- Gregory Smith
- Verne Troyer
- Wilmer Valderrama
- Alexa Vega
- Makenzie Vega
- Tom Welling
- Serena Williams
- Xzibit

## Vincitori e nominations
I vincitori sono indicati in grassetto.

### Miglior Film - Azione (Choice movie - action)
- Harry Potter e il prigioniero di Azkaban
  - The Day After Tomorrow - L'alba del giorno dopo
  - Hellboy
  - Kill Bill: Volume 2
  - Il Signore degli Anelli - Il ritorno del re
  - The Matrix Revolutions
  - Troy
  - Van Helsing

### Attore preferito - Azione/Dramma (Choice Movie: Action/Drama Actor)
- Brad Pitt – Troy come Achille
  - Orlando Bloom – Il Signore degli Anelli - Il ritorno del re come Legolas
  - Hugh Jackman – Van Helsing come Gabriel Van Helsing
  - Dwayne Johnson – A testa alta come Christopher "Chris" Vaughn
  - Mekhi Phifer – Honey come Chaz
  - Keanu Reeves – The Matrix Revolutions come Neo
  - Arnold Schwarzenegger – Terminator 3 - Le macchine ribelli come The Terminator / T-850
  - Elijah Wood – Il Signore degli Anelli - Il ritorno del re come Frodo Baggins

### Attrice preferita - Azione/Dramma (Choice Movie: Action/Drama Actress)
- Halle Berry – Gothika come Dr. Miranda Grey
  - Jessica Alba – Honey as Honey Daniels
  - Kate Beckinsale – Underworld as Selene
  - Mandy Moore – Chasing Liberty come prima figlia Anna Foster
  - Carrie-Anne Moss – The Matrix Revolutions com Trinity
  - Julia Stiles – Mona Lisa Smile come Joan Brandwyn
  - Uma Thurman – Kill Bill: Volume 2 come Beatrix Kiddo / The Bride
  - Liv Tyler – Il Signore degli Anelli - Il ritorno del re come Arwen

### Miglior Film - Commedia (Choice Movie - Comedy)
- Shrek 2
  - 30 anni in 1 secondo
  - 50 volte il primo bacio
  - American Pie - Il matrimonio
  - Elf
  - Quel pazzo venerdì
  - Mean Girls
  - School of Rock

### Artista musicale maschile (Choice Music: Male Artist)
- Justin Timberlake
  - Clay Aiken
  - Chingy
  - Jay Z
  - Ludacris
  - John Mayer
  - Usher
  - Kanye West

### Artista musicale femminile (Choice Music: Female Artist)
- Avril Lavigne
  - Christina Aguilera
  - Beyoncé
  - Hilary Duff
  - Janet Jackson
  - Jennifer Lopez
  - Jessica Simpson
  - Britney Spears